# Elecciones municipales de Trujillo de 1983
Las elecciones municipales de Trujillo de 1983 se llevaron a cabo el 13 de noviembre de 1983 para elegir al alcalde y al Concejo Provincial de Trujillo para el periodo 1984-1986. La elección se celebró simultáneamente con elecciones municipales en todo el país.

## Sistema electoral
La Municipalidad Provincial de Trujillo es el órgano administrativo y de gobierno de la provincia de Trujillo. Está compuesta por el alcalde y el Concejo Provincial.
La votación del alcalde y el concejo se realiza en base al sufragio universal, que comprende a todos los ciudadanos nacionales mayores de dieciocho años, empadronados y residentes en la provincia de Trujillo y en pleno goce de sus derechos políticos, así como a los ciudadanos no nacionales residentes y empadronados en la provincia de Trujillo.
El Concejo Provincial de Trujillo está compuesto por 19 regidores elegidos por sufragio directo para un período de tres (3) años, en forma conjunta con la elección del alcalde (quien lo preside). La votación es por lista cerrada y bloqueada. Se asigna a la lista ganadora los escaños según el método d'Hondt o la mitad más uno, lo que más le favorezca. Es elegido como alcalde el candidato que ocupe el primer lugar de la lista que haya obtenido la más alta votación.

## Composición del Concejo Provincial de Trujillo
La siguiente tabla muestra la composición del Concejo Provincial de Trujillo antes de las elecciones.
| Partidos | Partidos                | Regidores |
| -------- | ----------------------- | --------- |
|          | Partido Aprista Peruano | 14        |
|          | Acción Popular          | 3         |
|          | Izquierda Unida         | 2         |

## Partidos y candidatos
A continuación se muestra una lista de los principales partidos y alianzas electorales que participaron en las elecciones:
| Candidatura | Candidatura | Partidos y alianzas | Candidatos | Candidatos                 | Ideología                                               | Resultado previo | Resultado previo | Ref. |
| Candidatura | Candidatura | Partidos y alianzas | Candidatos | Candidatos                 | Ideología                                               | Votos (%)        | Reg.             | Ref. |
| ----------- | ----------- | --- | ---------- | -------------------------- | ------------------------------------------------------- | ---------------- | ---------------- | ---- |
|             | APRA        | Lista - Partido Aprista Peruano (APRA) |            | Luis Santa María Calderón  | Aprismo                                                 | 67.56%           | 14               |      |
|             | AP          | Lista - Acción Popular (AP) |            | Sin información disponible | Humanismo Nacionalismo cívico Reformismo                | 16.10%           | 3                |      |
|             | IU          | Lista - Izquierda Unida (IU) – Unión de Izquierda Revolucionaria (UNIR) – Unidad Democrático Popular (UDP) – Partido Socialista Revolucionario (PSR) – Partido Comunista Revolucionario (PCR) – Partido Comunista Peruano (PCP) – Frente Obrero Campesino Estudiantil y Popular (FOCEP) |            | Sin información disponible | Marxismo-leninismo Mariateguismo Socialismo democrático | 12.55%           | 2                |      |
|             | PPC         | Lista - Partido Popular Cristiano (PPC) |            | Sin información disponible | Conservadurismo social Humanismo Democracia cristiana   | 3.79%            | 0                |      |

## Resultados

### Sumario general
|                        |                                 |              |              |              |           |           |
| Partidos y coaliciones | Partidos y coaliciones          | Voto popular | Voto popular | Voto popular | Regidores | Regidores |
| Partidos y coaliciones | Partidos y coaliciones          | Votos        | %            | ±pp          | Total     | +/−       |
|                        | Partido Aprista Peruano (APRA)  | 110,545      | 70.23        | +2.67        | 15        | +1        |
|                        | Izquierda Unida (IU)            | 20,480       | 13.01        | +0.46        | 2         | ±0        |
|                        | Partido Popular Cristiano (PPC) | 13,285       | 8.44         | +4.65        | 1         | +1        |
|                        | Acción Popular (AP)             | 13,091       | 8.32         | –7.78        | 1         | –2        |
|                        |                                 |              |              |              |           |           |
| Total                  | Total                           | 157,401      |              |              | 19        | ±0        |
|                        |                                 |              |              |              |           |           |
| Votos válidos          | Votos válidos                   | 157,401      | 86.78        | –6.23        |           |           |
| Votos en blanco        | Votos en blanco                 | 6,804        | 3.75         | +1.22        |           |           |
| Votos nulos            | Votos nulos                     | 17,172       | 9.47         | +5.01        |           |           |
| Votos emitidos         | Votos emitidos                  | 181,377      | 71.63        | –2.37        |           |           |
| Abstenciones           | Abstenciones                    | 71,848       | 28.37        | +2.37        |           |           |
| Votantes registrados   | Votantes registrados            | 253,225      |              |              |           |           |
|                        |                                 |              |              |              |           |           |
| Fuente:                |                                 |              |              |              |           |           |

### Concejo Provincial de Trujillo
| Cargo                           | Autoridad electa           | Partido político | Partido político          |
| ------------------------------- | -------------------------- | ---------------- | ------------------------- |
| Alcalde Provincial de Trujillo  | Luis Santa María Calderón  |                  | Partido Aprista Peruano   |
| Regidor Provincial de Trujillo  | Gustavo Iturri Urrutia     |                  | Partido Aprista Peruano   |
| Regidor Provincial de Trujillo  | Jaime Verástegui Ogno      |                  | Partido Aprista Peruano   |
| Regidor Provincial de Trujillo  | Carlos Chirinos Villanueva |                  | Partido Aprista Peruano   |
| Regidor Provincial de Trujillo  | Carlos Ullauri Bustamante  |                  | Partido Aprista Peruano   |
| Regidor Provincial de Trujillo  | César Mori Gonzales        |                  | Partido Aprista Peruano   |
| Regidora Provincial de Trujillo | Irma Chico Vásquez         |                  | Partido Aprista Peruano   |
| Regidor Provincial de Trujillo  | Marco Matta Montenegro     |                  | Partido Aprista Peruano   |
| Regidor Provincial de Trujillo  | Roberto Tejada Rodríguez   |                  | Partido Aprista Peruano   |
| Regidor Provincial de Trujillo  | Roberto Garrido López      |                  | Partido Aprista Peruano   |
| Regidora Provincial de Trujillo | Sara Bocanegra Horna       |                  | Partido Aprista Peruano   |
| Regidor Provincial de Trujillo  | Héctor Martinez Vargas     |                  | Partido Aprista Peruano   |
| Regidor Provincial de Trujillo  | Edgardo Plasencia Obando   |                  | Partido Aprista Peruano   |
| Regidor Provincial de Trujillo  | Jorge Llontop Cancino      |                  | Partido Aprista Peruano   |
| Regidor Provincial de Trujillo  | Roque Castillo Padilla     |                  | Partido Aprista Peruano   |
| Regidor Provincial de Trujillo  | Manuel Vásquez Villalobos  |                  | Partido Aprista Peruano   |
| Regidor Provincial de Trujillo  | Carlos Vásquez Boyer       |                  | Izquierda Unida           |
| Regidor Provincial de Trujillo  | Ismael Muñoz Portugal      |                  | Izquierda Unida           |
| Regidor Provincial de Trujillo  | Domingo Aranda Galindo     |                  | Partido Popular Cristiano |
| Regidor Provincial de Trujillo  | Luis Tincopa Montoya       |                  | Acción Popular            |

## Elecciones municipales distritales

### Sumario general
| Partidos y coaliciones | Partidos y coaliciones             | Voto popular | Voto popular | Voto popular | Alcaldías | Alcaldías |
| Partidos y coaliciones | Partidos y coaliciones             | Votos        | %            | ±pp          | Total     | +/−       |
| ---------------------- | ---------------------------------- | ------------ | ------------ | ------------ | --------- | --------- |
|                        | Partido Aprista Peruano (APRA)     |              |              |              | 17        | ±0        |
|                        | Izquierda Unida (IU)               |              |              |              | 0         | ±0        |
|                        | Partido Popular Cristiano (PPC)    |              |              |              | 0         | ±0        |
|                        | Acción Popular (AP)                |              |              |              | 0         | ±0        |
|                        | Movimiento de Bases Hayistas (MBH) |              |              | Nuevo        | 0         | ±0        |
|                        | Listas independientes distritales  |              |              | n/a          | 0         | ±0        |
|                        |                                    |              |              |              |           |           |
| Total                  | Total                              |              |              |              | 17        | ±0        |
|                        |                                    |              |              |              |           |           |
| Votos válidos          |                                    |              |              |              |           |           |
| Votos en blanco        |                                    |              |              |              |           |           |
| Votos nulos            |                                    |              |              |              |           |           |
| Votos emitidos         |                                    |              |              |              |           |           |
| Abstenciones           |                                    |              |              |              |           |           |
| Votantes registrados   |                                    |              |              |              |           |           |
|                        |                                    |              |              |              |           |           |
| Fuente:                |                                    |              |              |              |           |           |

### Resultados por distrito
La siguiente tabla enumera el control de los distritos de la provincia de Trujillo. El cambio de mando de una organización política se resalta del color de ese partido.
| Distrito             | Alcalde(sa) titular         | Partido político | Partido político        | Alcalde(sa) electo(a)        | Partido político | Partido político        |
| -------------------- | --------------------------- | ---------------- | ----------------------- | ---------------------------- | ---------------- | ----------------------- |
| Ascope               | Alfredo Alcántara Benites   |                  | Partido Aprista Peruano | Alfredo Alcántara Benites    |                  | Partido Aprista Peruano |
| Chicama              | Leopoldo Fernández Jiménez  |                  | Partido Aprista Peruano | Zenefelder Guerrero Príncipe |                  | Partido Aprista Peruano |
| Chocope              | Segundo Yep Marín           |                  | Partido Aprista Peruano | Segundo Yep Marín            |                  | Partido Aprista Peruano |
| El Porvenir          | Víctor Lozano Ibáñez        |                  | Partido Aprista Peruano | Víctor Lozano Ibáñez         |                  | Partido Aprista Peruano |
| Huanchaco            | Amelia Calderón de Ferrer   |                  | Partido Aprista Peruano | Amelia Calderón de Ferrer    |                  | Partido Aprista Peruano |
| La Esperanza         | Raúl Carranza Mariños       |                  | Partido Aprista Peruano | Raúl Carranza Mariños        |                  | Partido Aprista Peruano |
| Laredo               | Segundo Pinillos Reyes      |                  | Partido Aprista Peruano | Manuel Toribio Medina        |                  | Partido Aprista Peruano |
| Magdalena de Cao     | César Casanova Mauricci     |                  | Partido Aprista Peruano | Enrique Vargas de la Cruz    |                  | Partido Aprista Peruano |
| Moche                | Rodolfo Gutiérrez Rodríguez |                  | Partido Aprista Peruano | Asunción de la Rosa Cedeño   |                  | Partido Aprista Peruano |
| Paiján               | Jorge Vallejo Salazar       |                  | Partido Aprista Peruano | Carlos Irribarren Flores     |                  | Partido Aprista Peruano |
| Poroto               | Arturo Santa María Ortega   |                  | Partido Aprista Peruano | Guillermo Castro Fernández   |                  | Partido Aprista Peruano |
| Rázuri               | Tomás Díaz Chinchayán       |                  | Partido Aprista Peruano | Manuel Uriol Boy             |                  | Partido Aprista Peruano |
| Salaverry            | Pablo Ferradas Vargas       |                  | Partido Aprista Peruano | Antonio Gordillo Vera        |                  | Partido Aprista Peruano |
| Santiago de Cao      | Eugenio Espina Aldana       |                  | Partido Aprista Peruano | José Gamboa Cabel            |                  | Partido Aprista Peruano |
| Simbal               | Juan Blanco Cedamanos       |                  | Partido Aprista Peruano | Julio Gonzales Nieto         |                  | Partido Aprista Peruano |
| Víctor Larco Herrera | Humberto Vereau García      |                  | Partido Aprista Peruano | Humberto Vereau García       |                  | Partido Aprista Peruano |
| Virú                 | Benjamín Corillas Cabel     |                  | Partido Aprista Peruano | Víctor Soles García          |                  | Partido Aprista Peruano |